# Batalla de Tucapel
La batalla de Tucapel (también conocido como el desastre de Tucapel) fue una pelea decisiva efectuada dentro del contexto de la guerra de Arauco entre los mapuches liderados por Lautaro y las huestes de Pedro de Valdivia en la loma de Tucapel, Chile el 25 de diciembre de 1553 o el 1 de enero de 1554. Resultó en una derrota para los españoles y la captura y muerte de Valdivia. Acabó el mito de la invencibilidad española en batallas campales entre los mapuches.

## Génesis de la batalla
Lautaro, antiguo paje de Pedro de Valdivia se había fugado del campamento español y se había erigido como líder militar de las huestes mapuches. Estaba en conocimiento de que Valdivia marchaba hacia el sur. Es la oportunidad que buscaba, engaña a Gómez de Almagro en el fuerte Purén y asegura que sus tropas no se junten con la de Valdivia en el fuerte de Tucapel hacia donde este conquistador se dirige en una marcha a paso forzado de exploración. Lautaro por medio de sus espías se había enterado de que Valdivia marchaba hacia el sur, hacia Tucapel y necesariamente tuvo que pasar por el fuerte y decidió allí emboscarle.
En efecto, Valdivia a mediados de diciembre de 1553 sale de Concepción y se dirige a Quilacoya, donde toma algunos soldados en su marcha a Arauco; los espías mapuches siguen la columna desde las alturas de los cerros y no presentan batalla, dejándole seguir su camino. Valdivia, muestra extrañeza por no recibir alguna noticia del fuerte de Tucapel y además por no ser hostigado en el camino. El día 24 del mismo mes, decide tomar rumbo al fuerte, esperando encontrar a Gómez de Almagro en éste. La tranquilidad y los espóradicos avistamientos de mapuches a lo lejos, despiertan sospechas y envía a una avanzadilla al mando de Luis de Bobadilla con 5 hombres para que exploren el camino y den información de la presencia del enemigo.

## Emboscada

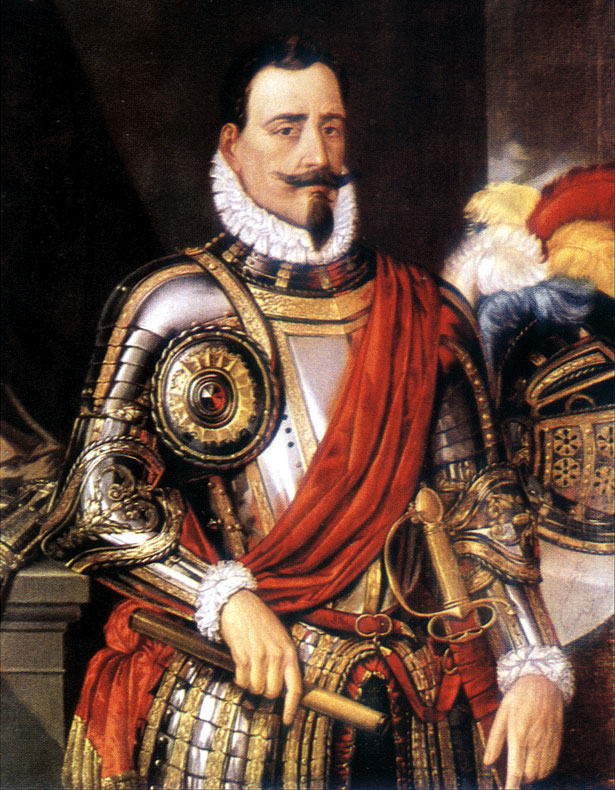
Pedro de Valdivia

Extrañado Valdivia de no tener más noticias de Bobadilla pernocta a media jornada del fuerte de Tucapel. El 25 de diciembre de 1553, se pone temprano en marcha y al llegar a las inmediaciones le extraña el absoluto silencio reinante; al llegar a la loma donde está el fuerte, lo encuentra totalmente destruido. El fuerte había sido asaltado durante aquel mes por Lautaro al frente de 6000 guerreros y su guarnición se había retirado al fuerte de Purén donde habían quedado aislados.
No aparecía ni Gómez de Almagro ni Bobadilla por ningún lado. Decide hacer campamento en las ruinas humeantes del fuerte y cuando ya avanzaban los preparativos, de súbito el bosque se llenó de gritos y sin más aviso, una masa se precipitó hacia el enclave español. Valdivia, experto militar, apenas pudo armó sus líneas defensivas, dividiendo sus fuerzas en 3 cuadrillas de 20 soldados cada una, y aguantó el primer choque, mientras la caballería cargaba sobre la retaguardia del enemigo, los mapuches ya previstos de esta maniobra dispusieron lanceros y contuvieron la carga.
Los españoles lograron descomponer las primeras cargas. Los mapuches, volviéndose a los bosques, se retiraron de la loma por una ladera escarpada que impedía la persecución a caballo.
Los españoles saborearon la victoria. Luego recibieron otra sorpresa, cuando apareció un nuevo escuadrón mapuche presentando batalla y de nuevo hubo que armar líneas y nuevamente dar carga con la caballería.
Los mapuches además de lanceros, llevaban hombres cargando mazas, boleadoras y lazos, con los que lograban desmontar a los españoles y asestarles un definitivo mazazo en la cabeza una vez en el suelo. Se repitió la misma escena, al toque de un lejano cuerno el escuadrón se retiró, no sin dejar algunas bajas, y un tercer escuadrón presentó batalla, esta vez Lautaro, le relevó.
Valdivia , como militar experimentado, vio lo desesperado de su situación, dado el cansancio y las bajas, reunió a los disponibles y se lanzó a la lucha que adquirió ribetes muy encarnizados; ya la mitad de los españoles yacían en el campo y las tropas auxiliares indígenas mermaban.
Valdivia al ver perdida la batalla, dispuso la retirada, pero el propio Lautaro cayó por el flanco produciendo el desbande. Era justo lo que Valdivia no deseaba y los mapuches se dejaron caer sobre cada uno de los españoles retrasados. Sólo Valdivia y el clérigo Bartolomé del Pozo, que montaban muy buenos caballos, lograron escapar la carnicería. Eventualmente llegaron a unas ciénagas en la confluencia entre los ríos Pilmaiquén y Pichidenquehue, donde los caballos se empantanaron, y fueron capturados por los mapuches.

## La muerte de Valdivia
Existen varias versiones y mitos sobre la muerte que sufrió Valdivia. Según Jerónimo de Vivar, el toqui Caupolicán pidió personalmente la ejecución de Valdivia, que fue muerto con una lanza y su cabeza puesta en ella, exhibiéndola a los otros españoles. Alonso de Góngora Marmolejo escribe que Valdivia ofreciendo como rescate por su vida, prometió que evacuaría los establecimientos españoles en sus tierras y les daría grandes manadas de animales; pero según la versión de Góngora Marmolejo, "esto fue rechazado y los mapuches cortaron sus antebrazos, los asaron y comieron delante de él antes de asesinarlos a él y al sacerdote". Pedro Mariño de Lobera también escribió que Valdivia ofreció evacuar las tierras mapuches pero poco después fue muerto por un guerrero llamado Leucotón. Él sabía que Valdivia no mantendría su palabra una vez libre, y por este motivo lo ejecutó con un gran mazazo en la cabeza.
Leucotón fue nominado para cumplir con esta sentencia de muerte, poco sanguinaria, pues era un experto macero y mataba limpiamente de un solo golpe. Lobera también dice, circuló una historia en esos días por Chile en la que Valdivia fue muerto dándole a beber el oro fundido que los españoles deseaban tanto, justificado en la avaricia y violencia del invasor español; quemando sus entrañas.
Una leyenda posterior dice: Lautaro llevó al campo mapuche a Valdivia y le dio muerte después de tres días de atroces torturas, extrayéndole a carne viva el corazón y comiéndoselo junto a los toquis. La realidad más probable es que se haya buscado una muerte rápida y digna de un buen guerrero, ya que sólo se comían los corazones de guerreros extraordinarios, y su objetivo era consumir la fuerza de su antiguo dueño, y no un mero acto caníbal.
Su cráneo fue extraído y sirvió como trofeo al ser usado como vasija contenedora de chicha, entre los principales toquis; fue devuelto medio siglo más tarde junto al de Martín García Óñez de Loyola a los españoles como prueba de pacificación por el cacique Pelantaro.

## Consecuencias
Lautaro arrasó sistemáticamente las ciudades españolas (Concepción, Angol). Provocó el abandono de los fuertes y el despoblamiento de la zona de Concepción. Dos veces saqueó e incendió Concepción, centro de los asentamientos españoles en el sur de Chile.
Tucapel fue el fin del mito de la invencibilidad española en América. Los mapuches experimentaron y aprendieron unas tácticas que les permitirán mantener la guerra por un siglo más: uso de guerrillas y emboscadas, concentrarse aprovechando líneas interiores y ganar gracias a la combinación de armas. Se percataron de la debilidad de la caballería española en zonas pantanosas y de bosques densos. Descubrieron el cansancio que afectaba a los españoles cuando la batalla se prolongaba por demasiado tiempo dado que el uso de armaduras  dificultaba sus movimientos y les agotaba físicamente. Las soluciones de Lautaro al tipo de guerra que planteaban los españoles han sido estudiadas por academias militares.[cita requerida]